# ロスピタレ (ロット県)
ロスピタレ （Lhospitalet）は、フランス、オクシタニー地域圏、ロット県のコミューン。

## 地理
カオール人口密集地に属するコミューン。県道659号線が通る。近くにはランドゥ川、バルタセック川の水源がある。
11世紀、ダーム・エレーヌ（Dame-Hélène）の名が付いた病院（hôpital）があり、これが小さなコミューンの名となった。ここから数百メートル離れたところには、1790年まで、聖ヨハネ騎士団のコマンドリー、グラネジュルが残っていた。
サンティアゴ・デ・コンポステーラの巡礼路であるポディエンシス街道途上にある。ラバスティッド・マルナックの次がロスピタレであり、その後はラスカバヌとエスケイラック教会である。

## 由来
Lhospitaletは、『小さな病院』を意味するラテン語のhospitalisが起源である。

## 歴史
1095年代から13世紀半ばの間のいつか、エレーヌという貴婦人と彼女の従者は、谷の底にあるファンガ（fangas）という場所で馬が泥沼に足を取られ、逃れられなくなったと考えられている。エレーヌは、もしこの混乱した状態から無事に脱することができたら、貧者や巡礼者の世話に献身すると誓いを立てた。無事に足元の確かな土地に立てたため、彼女は自らの誓いを実行した。
これが、サン・ジャック・ド・ロスピタレ病院（別称ダーム・エレーヌ）の発祥である。病院はカオールのやや南側で、カオールからモワサックを経由してカステルノ・モンラティエ、ランドゥ川谷からデュルフォール・ラカプレットへ向かう道、ヴァレーヌとグラネジュル（ここには別の病院もあり、1246年にダーム・エレーヌと合併した）から通じるかつてのローマ街道が交差する地点であった。
小さな病院は村沿いにあり、村は後世拡張していった。こうした不動産の痕跡は、礼拝堂の名残である壁に埋め込まれたアーケードを除いて、何も残っていない。我々には正確な場所がわからないのである。
1566年8月15日の遺言書では、いくつかが明確に記されている。ロスピタレ病院（Maison-Dieu de L'Hospitalet）はサン・ジャック協会（la fondation de saint Jacques）と呼ばれ、土地から上がる収入で成り立っていた。そのため、小規模な病院であった。
17世紀、サン・ジャックの守護はしっかりとロスピタレの家々と結びついていた。常に『ロスピタレのコマンドリー』または、『ロスピタレという土地にあるサン・ジャック病院』と呼ばれていた。

## 人口統計
| 1962年 | 1968年 | 1975年 | 1982年 | 1990年 | 1999年 | 2007年 | 2012年 |
| ------ | ------ | ------ | ------ | ------ | ------ | ------ | ------ |
| 218    | 241    | 262    | 272    | 299    | 373    | 441    | 448    |

source=1999年までLdh/EHESS/Cassini、2004年以降INSEE

## 史跡
- 教会 - 15世紀に再建。内陣はダーム・エレーヌ病院の礼拝堂であった。そこには今も多彩色のモザイクが見られる。ここはガロ・ローマ時代の定住地で、後に騎士団のコマンドリーとなった。